# Vinkia callitrichoides
Vinkia callitrichoides là một loài thực vật có hoa trong họ Haloragaceae. Loài này được (Orchard) Meijden miêu tả khoa học đầu tiên năm 1975.